# Акімова Аделаїда Гнатівна
Аделаїда Гнатівна Акімова (1931—1984) — доярка, Герой Соціалістичної Праці (1966).

## Біографія
Аделаїда Акімова народилася 17 березня 1931 року в селі Ново-Болобовщина (нині — Монастирщинський район Смоленської області). Після закінчення семирічної школи працювала дояркою в колгоспі імені Леніна. У 1952 році переїхала в село Нікольське Гжатського (нині — Гагарінського) району, де працювала спочатку касиром, потім дояркою в колгоспі імені Радищева.
В роки своєї роботи дояркою в колгоспі імені Радищева Акімова досягла високих показників у виробництві тваринницької продукції, зокрема, отримувала рекордні надої молока. Багаторазово брала участь у ВДНГ СРСР, нагороджена кількома золотими і срібними медалями виставки.
Указом Президії Верховної Ради СРСР від 22 березня 1966 року Аделаїда Акімова удостоєна високого звання Героя Соціалістичної Праці з врученням ордена Леніна і медалі «Серп і Молот».
У 1973 році отримала спеціальність зоотехніка, після чого стала керувати племінною фермою великої рогатої худоби в тому ж колгоспі. Активно займалася громадською діяльністю, обиралася членом Гагарінського міського комітету КПРС, партійного комітету колгоспу, депутат Нікольської сільради. Померла 29 лютого 1984 року, похована в Нікольському.
Також нагороджена орденом Трудового Червоного Прапора (1958) і низкою медалей.